# Sound (geografia)
Sound e sund sono termini utilizzati nelle lingue germaniche per indicare un'insenatura, una baia o un fiordo; può essere detto sound anche un canale o uno stretto.
L'etimo è ricondotto al norreno sund che significa sia "stretto accesso", che "separato", "rotto", ma anche "nuotare": in tal senso potrebbe essere riferibile a "canale stretto che può essere attraversato nuotando".

## Esempi
Numerose in tutto il mondo le compagini marine definite in tal modo, per esempio:
- Øresund, il sound (in inglese) o sund (nelle altre lingue germaniche) per antonomasia.
- Puget sound
- Howe Sound
- McMurdo sound
- Queen Charlotte sound (Canada)
- Queen Charlotte sound (Nuova Zelanda)
- Caamaño sound
- Fitz Hugh sound
- Cross Sound
- Pamlico sound
- Mississippi sound
- Marlborough sounds (Nuova Zelanda)
- Savo / Iron Bottom sound (Isole Salomone)
- Milford Sound (Nuova Zelanda)